# کریپتو.کام
کریپتو.کام (انگلیسی: Crypto.com) شرکت خدمات مالی و صرافی ارز دیجیتال سنگاپوری است، که در سال ۲۰۱۶ تأسیس شد.